# How the Test Was Won
How the Test Was Won, titulado ¿Como se Ganó la Prueba? en Hispanoamérica y La conquista del examen en España, es el decimoprimer episodio de la vigésima temporada de la serie de animación Los Simpson, estrenado en Estados Unidos en la cadena FOX el 1 de marzo del 2009 y su estreno en Hispanoamérica fue el 28 de junio de 2009. El episodio fue escrito por Michael Price y Lance Kramer. En el episodio, la Escuela Primaria de Springfield se prepara para un examen que decidiría la cantidad de dinero que se destinaría a la escuela. Para asegurar el éxito, el Superintendente Chalmers hace que los peores estudiantes de la escuela, junto al director Skinner (el peor director), salgan de la ciudad. Mientras tanto, Homer se retrasa en el pago de un seguro, por lo que debe asegurarse de que no ocurra ningún accidente en su casa hasta que se valide el pago.

## Sinopsis
El episodio comienza cuando Bart Simpson recibe una puntuación perfecta en un examen de práctica para una futura prueba. Esto le permite ir a una fiesta especial, en un helicóptero. Sin embargo, todo resulta ser un plan inteligente para liberar a la escuela de sus peores estudiantes. Bart no había recibido una puntuación perfecta y el helicóptero no es más que el autobús escolar, disfrazado. 
Otto lleva a Bart, Nelson, Kearney, Dolph y Jimbo a Ciudad Capital, junto con el director Skinner, quien es obligado a ir por el Superintendente Chalmers. En el camino, Ralph pide detenerse para ir al baño, y el autobús es desmantelado por un vándalo (mientras que Otto aún está allí). El grupo trata de caminar durante el resto del camino, pero pierden a Ralph en un barco repleto de basura. Skinner sube a un barco de carga de pianos para rescatar al niño con su grúa, pero Ralph es tan estúpido para entenderlo. Skinner finalmente logra rescatarlo saltando sobre el montacargas de la grúa, usando la ley de conservación del momento angular. Aterriza en el barco, junto con los niños y Otto. Cuando se dan cuenta, el barco en la que habían aterrizado se está dirigiendo a la Escuela Primaria de Springfield donde lo recibe Willie. 
Mientras tanto, Homer se retrasa al realizar el pago de un seguro, por lo que no estaría asegurado hasta las tres de la tarde. Cuando llega a su casa piensa en distintas formas de lastimarse (aunque no debía hacerlo hasta el horario indicado), imaginando que sería asesinado en el club de lectura de Marge tras una serie de extraños accidentes. Debe mantenerse a salvo mientras que dura la reunión del club, pero termina arrojándole un cuchillo a la cabeza del Sr. Burns a las 3:01, quien finalmente aparece en la casa de los Simpson.
En la escuela, Lisa es incapaz de concentrarse en su examen, ya que el simple pensamiento de que Bart pudiese ser más inteligente que ella la atormenta. Cuando la prueba termina, no había logrado contestar ninguna pregunta. Sin embargo, Skinner llega justo a tiempo con todos los niños que iban con él, para cancelar el examen y, además elimina la ley de no bailar y todos los que se encontraban en la escuela bailan Footloose junto a Skinner.